# Амбарцумян, Арсен Хачикович
Арсе́н Ха́чикович Амбарцумя́н (арм. Արսեն Համբարձումյան; род. 30 июня 1973, Ереван) — армянский общественный и государственный деятель.

## Биография
1990—1995 — исторический факультет Ереванского государственного университета.
1995—1998 — аспирантура кафедры истории армянского народа Ереванского государственного университета.
С сентября по ноябрь 1993 работал учителем школы «Арам Манукян» (г. Шуша).
1998—1999 — работал главным специалистом управления по вопросам молодёжи министерства культуры и по вопросам молодёжи Армении.
1999—2005 — работал главным специалистом депутатской фракции АРФД в парламенте Армении.
2005—2008 — работал координатором кредитной программы сферы управления социальной защиты.
С июня 2008 по 12 мая 2009 года — министр труда и по социальным вопросам Армении.